# Oprtalj
Oprtalj (italijansko Portole)  je Istrsko naselje in občinsko središče z nekaj nad 100 prebivalci na Hrvaškem, sedež istoimenske občine, ki upravno spada pod Istrsko županijo.

## Lega
Oprtalj leži v severnem delu osrednje Istre na nadmorski višini 361 m okoli 27 km vzhodno od Buj ob cesti Buje-Šterna-Livade-Motovun.

## Zgodovina
Kraj je znan po številnih kulturno-zgodovinskih spomenikih. Zgrajen je na mestu, kjer je stala prazgodovinska utrdba. Nepretrgano je poseljen od antike, kar dokazujejo predmeti najdeni z arheološkimi izkopavanji. V srednjem veku je bil v posesti raznih fevdalnih rodbin, leta 1209 je postal last oglejskega patriarha, med leti 1420 do 1797 pa benečanov, ki so tukaj postavili obrambno linijo v Istri. Srednjeveški fortifikacijski sistem se je ohranil do danes v sklopu kasneje zgrajenih objektov. Naselje je ohranilo staro podobo z ozkimi ulicami, malimi trgi in podhodi. Nekatere hiše so vgrajene v srednjeveško obzidje. Župnijska cerkev sv. Jurja je poznogotska triladijska stavba zgrajena  leta 1526, delo Mojstra iz Kranja, ter v 17. stoletju povečana,  s samostojnim zvonikom postavljenim leta 1746. V zvoniku so zvonovi vliti leta 1455, 1466 in 1788. Cerkev ima mrežast obok in novo pročelje. Notranja oprema in poslikave so baročni. Oltarna slika Sv. Jurja je delo italijanskega slikarja Baldassarea D'Anne z začetka 17. stoletja. Izven obzidja stojita renesančna mestna loža iz 17. stoletja z lapidarijem in kapelo z delno ohranjenimi freskami iz 16. stoletja, delo mojstra Antona iz Padove. Pod naseljem stoji kapela sv. Marije Malene, v kateri je leta 1471 nekatere freske naslikal Mojster Klering iz Kopra.
Oprtalj, popis 1991; skupaj: 104

## Demografija
| Pregled števila prebivalcev po letih | Pregled števila prebivalcev po letih | Pregled števila prebivalcev po letih | Pregled števila prebivalcev po letih | Pregled števila prebivalcev po letih | Pregled števila prebivalcev po letih | Pregled števila prebivalcev po letih | Pregled števila prebivalcev po letih | Pregled števila prebivalcev po letih | Pregled števila prebivalcev po letih | Pregled števila prebivalcev po letih | Pregled števila prebivalcev po letih | Pregled števila prebivalcev po letih | Pregled števila prebivalcev po letih | Pregled števila prebivalcev po letih |
| ------------------------------------ | ------------------------------------ | ------------------------------------ | ------------------------------------ | ------------------------------------ | ------------------------------------ | ------------------------------------ | ------------------------------------ | ------------------------------------ | ------------------------------------ | ------------------------------------ | ------------------------------------ | ------------------------------------ | ------------------------------------ | ------------------------------------ |
| 1857                                 | 1869                                 | 1880                                 | 1890                                 | 1900                                 | 1910                                 | 1921                                 | 1931                                 | 1948                                 | 1953                                 | 1961                                 | 1971                                 | 1981                                 | 1991                                 | 2001                                 |
| 2667                                 | 2825                                 | 619                                  | 610                                  | 587                                  | 762                                  | 3271                                 | 3138                                 | 293                                  | 223                                  | 169                                  | 104                                  | 87                                   | 104                                  | 118                                  |